# Епархия Котидо
Епархия Котидо (лат. Dioecesis Kotidoensis) — епархия Римско-Католической Церкви с центром в городе Котидо, Уганда. Епархия Котидо входит в митрополию Тороро. Кафедральным собором епархии Котидо является церковь Доброго Пастыря в городе Котидо.

## История
20 мая 1991 года Римский папа Иоанн Павел II издал буллу Florem Africanae, которой учредил епархию Котидо, выделив её из епархии Морото.

## Ординарии епархии
- епископ Denis Kiwanuka Lote (1991 — 2007);
- епископ Giuseppe Filippi (2009 — по настоящее время).

## Источник
- Annuario Pontificio, Libreria Editrice Vaticana, Città del Vaticano, 2003, ISBN 88-209-7422-3
- Булла Florem Africanae, AAS 83 (1991), стр. 913  (лат.)